# MenuetOS
MenuetOS là một hệ điều hành có nhân nguyên khối sử dụng cơ chế đoạt quyền thực thi, thời gian thực, có sẵn trình điều khiển video, viết bằng hợp ngữ FASM, hoạt động trên các máy tính có chip sử dụng kiến trúc x86 32-bit lẫn 64-bit. Tác giả của hệ điều hành là Ville M. Turjanmaa. MenuetOS có màn hình nền đồ họa, trò chơi và hỗ trợ kết nối mạng TCP/IP, điều tuyệt diệu là cả hệ điều hành có thể đặt vừa trong một đĩa mềm 1.44MB.
Ban đầu MenuetOS được viết cho kiến trúc x86 32 bit và phát hành dưới giấy phép GPL, nhiều ứng dụng của nó cũng được cấp giấy phép này.
Phiên bản 64 bit của MenuetOS, thường gọi là Menuet 64, cung cấp một nền tảng cho việc học hợp ngữ 64 bit. Bản phân phối Menuet 64-bit là miễn phí cho sử dụng cá nhân và học tập, nhưng không có mã nguồn.
Phần hỗ trợ chip đa nhân được thêm vào ngày 24 tháng 2 năm 2010.

## Chức năng
MenuetOS được phát triển dựa trên các tiêu chí nhanh, đơn giản, hiệu suất cao. MenuetOS có khả năng kết nối mạng với TCP/IP. Hầu hết các đoạn mã về mạng của MenuetOS được Mike Hibbett viết.
Mục tiêu của Menuet là tạo một môi trường đơn giản để lập trình hợp ngữ, nhưng nó cũng có khả năng chạy các phần mềm viết bằng ngôn ngữ cấp cao dựa trên lõi hợp ngữ. Nỗ lực lớn nhất về việc hỗ trợ ngôn ngữ cấp cao trên Menuet là các thư viện C do Jarek Pelczar viết.
Phiên bản 0.98 hỗ trợ màn hình rộng 1280x1024 với cửa sổ trong suốt. Nó cũng hỗ trợ USB. Trò chơi điện tử Quake cũng có trên MenuetOS
MenuetOS hỗ trợ lưu trữ bằng hệ thống tệp FAT

## Các bản phân phối

### 32-bit
- Menuet32 Lưu trữ ngày 22 tháng 8 năm 2012 tại Wayback Machine
- GridWorks "EZ" distribution Lưu trữ ngày 18 tháng 2 năm 2007 tại Wayback Machine (comprehensive 32-bit archive packages) (CD/HD Boots)

### 64-bit
Bản phân phối chính 64 bit hiện nay là phần mềm cá nhân. Vài bản phân phối MenuetOS 32 bit GPL vẫn tồn tại, được dịch sang vài ngôn ngữ gồm Nga, Trung, Czech, và Serbian.
The 64-bit main distribution is now proprietary. Several distributions of the 32-bit GPL MenuetOS still exist, including translations in Tiếng Nga, Tiếng Hoa, Tiếng Séc, and Tiếng Serbia.
- Menuet64